# グラドコフ・アレクセイ
グラドコフ・アレクセイは、ロシアの実業家。株式会社金太郎セルズパワー創始者、代表取締役。

## 来歴
1989年、ノヴォシビルスク大学哲学部修士号取得。2002年、モスクワにて経営学修士号取得。
28年に及ぶインターナショナルビジネスの経験を重ね、そのうちの22年は日本に拠点に置きながら活動。国際医療観光、インターネットとソフトウェアの開発、バイオテクノロジー関連の開発業務等を行う。
グローバルに働くビジネスマンとして健康面に関しては自信を持っていたが、長年にわたる多忙な日々を重ね、徐々にストレスや疲労を溜め込んでいった。その結果、心不全を患い、周囲の人たちからは「もうアレクセイは、ビジネスを続けられないだろう」とまで言われたと語っている。医者からは薬を処方され、運動やヨガなども取り入れたが体調が戻ることはなかった。
2010年、アレクセイはロシア最高峰の権威ある医療機関クレムリンクリニックのドクターから間葉系幹細胞治療の話を聞く。当初はもちろん、「幹細胞のこともその力も知らず理解できなかった」と話しているが、同クリニックのドクターは熱心に「あなたの健康のためにいい」とすすめてくれた。そこでモスクワにある医療機関を訪ね、この幹細胞技術が長年に及ぶ研究の積み重ねを経て、開発されたものであることを知るに至る。すべてを納得したアレクセイは骨髄由来間葉系幹細胞治療を受け、心不全も完治した。「この革新的な医療技術を、一部の人だけのものに留めてはいけない。もっと広く、もっとこの技術を必要としている多くの人たちに知らせて、健康に役立ててもらいたい」とアレクセイは考え、同時に「自分に与えられた使命である」と決意するに至る。

## 特許取得・登録商標
- 2017年：特許 第6153653号 “幹細胞培養方法”　 多種雑多な幹細胞の増殖を防ぐことができ、特定種類の幹細胞のみを培養することができる幹細胞培養方法で特許を取得。
- 2018年：特許 第6345826号 “培養生成液製造方法”　 「金太郎細胞®」を培養プロセスで使用する培養生成液製造方法で特許を取得。
- 2018年：特許 第6401818号 “活性化幹細胞製造方法” ※日本では、さらに下記の3つの特許を申請中。単一種幹細胞（特願2016-235762）、培養生成液（特願2017-045860）、活性化幹細胞（特願2017-088462）

## 産学連携講座
2017年4月から、金太郎セルズパワーは、東京医科大学の大屋敷一馬教授（2019年3月退官）が率いる研究チームと共同研究開発を行い、2018年8月、第36回日本ヒト細胞学会学術集会で「若年者由来と高齢者由来の金太郎細胞®の品質評価」について展示発表を行う。この結果、若年者由来について優位性が確認された。2019年4月より、同大学の善本隆之教授を代表とする産学連携講座「細胞治療研究開発講座」が開始され、「金太郎細胞®」の機能解析を推進。
第36回日本ヒト細胞学会学術集会で発表された一連の産学連携による共同研究開発の結果は論文としてまとめられ、2020年4月、「健康なドナーからの骨髄間葉系間質細胞の細胞外成分が血液腫瘍およびそれらの血管新生に及ぼす影響」として、世界的に権威のある科学誌「HUMAN CELL」のオンライン版に掲載されている。

## 小樽忍路研究所
2020年10月、金太郎セルズパワーは豊かな自然に囲まれた北海道小樽市忍路に骨髄由来の間葉系幹細胞「金太郎細胞®」の培養研究開発拠点＆研究ラボを建設。自然環境に恵まれた中に佇む古民家は1951年（昭和26年）に建てられた歴史ある建造物で、その建物を全面改築し、延べ床面積110㎡という新たな拠点として機能。幹細胞の培養研究によって再生医療の未来を目指す同社は、この研究所を今後の企業活動の中核となる重要な場所と位置づけている。
隣接して建てられていた石造りの蔵を改築して、建物内には幹細胞培養に必要な最新鋭の設備を整えた無菌実験室を建設（延べ床面積は80㎡）、今後は細胞培養技術のロボット化とオートメーション化に取り組んでいく。金太郎セルズパワーの取締役兼サイエンスディレクターであるグラドコワ・ニナ博士と専任のアシスタントスタッフが常駐し研究開発に専念していく。

## 細胞神社
小樽忍路研究所の敷地内には、細胞医療の発展と世界中の人々の健康と幸福を祈念して命名された細胞神社が建てられている。創建にあたり、地元小樽の住吉神社の宮司が祠の魂入れを行った。参道には七つの鳥居が建てられている。
細胞神社には「宇摩志阿斯訶備比古遅神（うましあしかびひこぢのかみ）」と、「住吉大神（すみよしおおがみ）の二柱を祀っている。古事記によると 「宇摩志阿斯訶備比古遅神」は造化三神の次に現れた四番目の神様で、生命力を神格化し活力を司ると伝えられる。細胞や再生医療を見守る神社として、誰でも自由に参拝することができる。